# Рамення (Волотовський район)
Рамення (рос. Раменье) — присілок у Волотовському районі Новгородської області Російської Федерації.
Населення становить 1 особу. Належить до муніципального утворення Ратицьке сільське поселення.

## Історія
До 1927 року населений пункт перебував у складі Новгородської губернії. У 1927-1944 роках перебував у складі Ленінградської області.
Орган місцевого самоврядування від 2010 року — Ратицьке сільське поселення.

## Населення
| 2010 | 2011 | 2012 | 2013 | 2014 | 2015 | 2016 |
| ---- | ---- | ---- | ---- | ---- | ---- | ---- |
| 5    | ↘3   | ↘2   | →2   | →2   | ↘1   | →1   |